# Brevoxathres irrorata
Brevoxathres irrorata là một loài bọ cánh cứng trong họ Cerambycidae.